# Кибляры
Кибля́ры (укр. Кибляри) — село в Среднянской поселковой общине Ужгородского района Закарпатской области Украины.
Население по переписи 2001 года составляло 791 человек. Почтовый индекс — 89450. Занимает площадь 0,15 км².

## Известные уроженцы, жители
Митровка, Михаил Николаевич (род. 1948) — советский, украинский дирижёр и музыкальный педагог.